# بیس فسفونات

Basic structure of a bisphosphonate on top. To compare the structure of pyrophosphate below. Note the similarity in structure.

بیس فسفونات (Bisphosphonates) نام دسته‌ای از داروها است که به آن‌ها دی فسفونات هم میگویند.
بیس فسفونات‌ها مانع از دست دادن توده استخوانی بدن می‌شود و بیشتر در استئوپروز یا پوکی استخوان بکار برده می‌شود.

## عملکرد
اثر بیس فسفونات‌ها به صورت مهار کردن فعالیت دسته‌ای از سلول‌ها به نام استئوکلاست است که در درون استخوان‌ها قرار دارشته و وظیفه آن‌ها جذب مواد معدنی استخوان است. آلندرونیت و  Etidronic acid نوعی بیس فسفونات هستند.
مصرف بیس فسفونات‌ها می‌تواند احتمال شکستگی مرضی در مبتلایان به پوکی استخوان را کاهش دهد.